# Liste des ponts de Paris

Le pont des Arts à Paris.

La ville de Paris comprend de nombreux ponts, essentiellement au-dessus de la Seine, mais également au-dessus de ses canaux par exemple.

## Vue d'ensemble
En 2009, Paris comptait 336 ponts et passerelles :
- 37 ponts au-dessus de la Seine ;
- 58 ponts utilisés par des voies parisiennes en dehors de ceux au-dessus de la Seine ;
- 10 ponts utilisés par la RATP ;
- 33 ponts utilisés par la SNCF ;
- 149 ponts au-dessus du boulevard périphérique ;
- 49 passerelles.

## Seine
Paris comporte 37 ponts au-dessus de la Seine. Cinq sont accessibles uniquement aux piétons, deux sont des ponts ferroviaires et deux comportent un étage ferroviaire et un étage pour la circulation automobile. Quatre relient l'île Saint-Louis à l'une des rives, huit l'île de la Cité et un relie les deux îles entre elles. La liste suivante recense ces ponts, d'amont en aval du fleuve, donc du sud-est vers le sud-ouest de la ville.

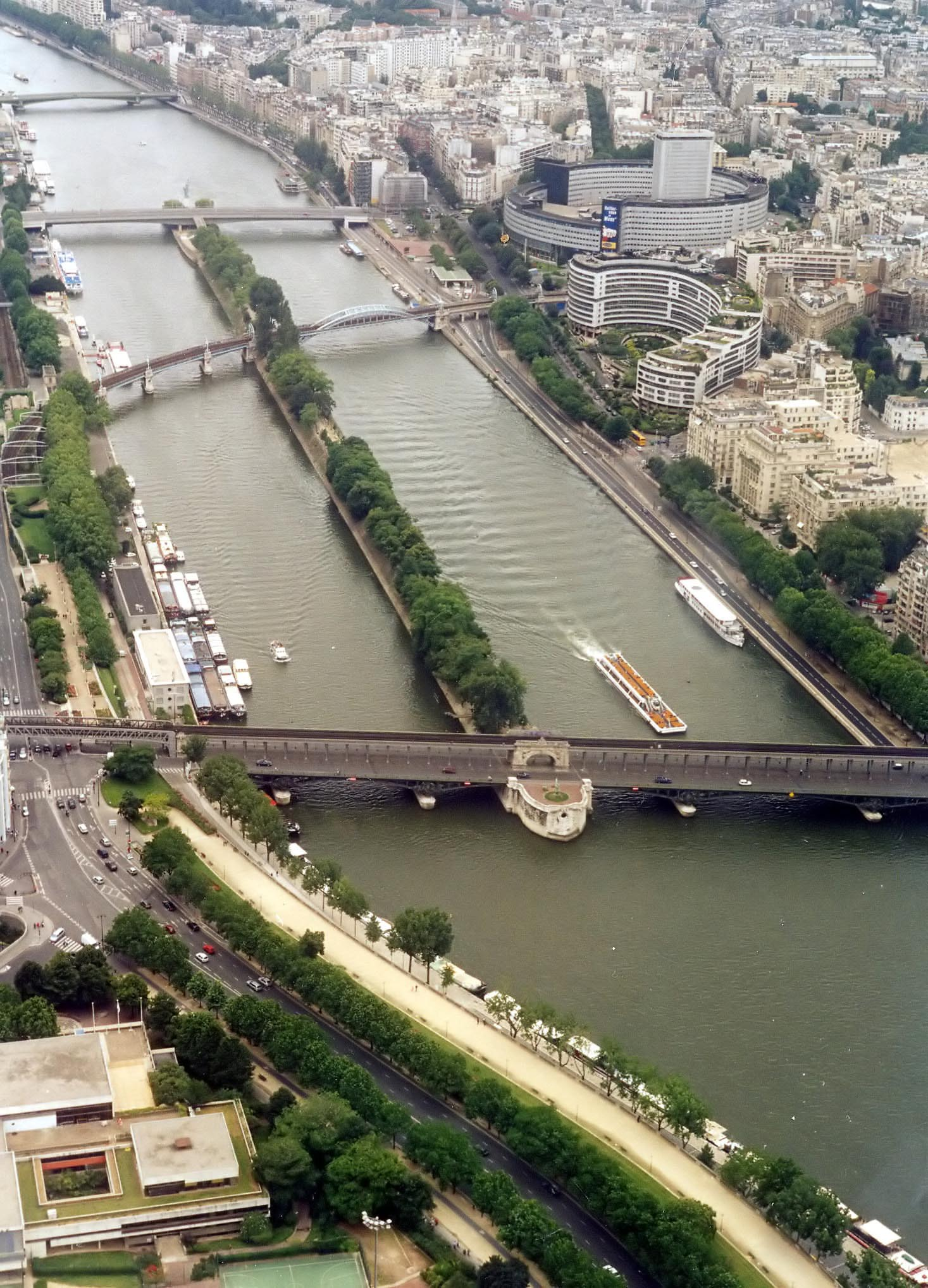
Vue vers l'aval depuis la tour Eiffel, montrant, de bas en haut, le pont de Bir-Hakeim, le pont Rouelle, le pont de Grenelle et le pont Mirabeau.

1. Pont amont (emprunté par le boulevard périphérique, situé à l'entrée du fleuve dans la ville)
2. Pont National
3. Pont de Tolbiac
4. Passerelle Simone-de-Beauvoir (piétonne), inaugurée le 13 juillet 2006
5. Pont de Bercy (comprenant un étage ferroviaire pour la ligne 6 du métro parisien et un étage pour la circulation automobile) ;
6. Pont Charles-de-Gaulle (1996)
7. Viaduc d'Austerlitz (pont ferroviaire emprunté par la ligne 5 du métro), directement suivi sur la rive droite par le viaduc du quai de la Rapée, ouvrage hélicoïdal
8. Pont d'Austerlitz
9. Pont de Sully (qui traverse la pointe est de l'île Saint-Louis)
10. Pont de la Tournelle (entre la rive gauche et l'île Saint-Louis)
11. Pont Marie (entre l'île Saint-Louis et la rive droite)
12. Pont Louis-Philippe (entre l'île Saint-Louis, à son extrême nord-ouest, et la rive droite)
13. Pont Saint-Louis (piéton - entre l'île de la Cité et l'île Saint-Louis)
14. Pont de l'Archevêché (entre l'île de la Cité, à son extrême sud-est, et la rive gauche)
15. Pont au Double (interdit d'accès - entre l'île de la Cité et la rive gauche, au niveau du square René-Viviani)
16. Pont d'Arcole (entre l'île de la Cité et la rive droite, au niveau de l’Hôtel de Ville)
17. Petit-Pont-Cardinal-Lustiger (entre l'île de la Cité et la rive gauche, prolongeant la rue de la Cité - entre la Préfecture de Police et le parvis de Notre-Dame de Paris)
18. Pont Notre-Dame (entre l'île de la Cité, au niveau de la place Louis-Lépine, et la rive droite)
19. Pont Saint-Michel (entre l'île de la Cité et la rive gauche)
20. Pont au Change (entre l'île de la Cité, au niveau de la Conciergerie, et la rive droite, au niveau de la fontaine du Châtelet)
21. Pont Neuf (qui traverse la pointe ouest de l'île de la Cité - le plus ancien des ponts de Paris, construit entre 1578 et 1607)
22. Pont des Arts (piéton - entre le Louvre et l'Institut de France)
23. Pont du Carrousel
24. Pont Royal
25. Passerelle Léopold-Sédar-Senghor (1999) (piétonne - ancienne passerelle de Solférino, renommée en 2006)
26. Pont de la Concorde
27. Pont Alexandre III (exposition universelle de 1900)
28. Pont des Invalides
29. Pont de l'Alma
30. Passerelle Debilly (piétonne)
31. Pont d'Iéna (reliant le Trocadéro et la tour Eiffel)
32. Pont de Bir-Hakeim (traversant l'île aux Cygnes et comprenant un étage ferroviaire pour la ligne 6 du métro et un étage pour la circulation automobile)
33. Pont Rouelle (viaduc ferroviaire de la ligne C du RER traversant l'île aux Cygnes)
34. Pont de Grenelle (traversant l'île aux Cygnes)
35. Pont Mirabeau
36. Pont du Garigliano (ancien viaduc d'Auteuil ou viaduc du Point-du-Jour)
37. Pont aval (emprunté par le boulevard périphérique, à la sortie du fleuve de la ville)

Jusqu'en 1878, existait également le pont Saint-Charles (entre la rive gauche et l'île de la Cité, démoli en 1878 en même temps que l'Hôtel-Dieu dont il faisait partie).
Trois ponts relient l'extrémité ouest du bois de Boulogne, sur la rive droite de la Seine, aux communes situées sur la rive gauche :
- la passerelle de l'Avre, établie sur une conduite acheminant l'eau potable depuis le réservoir de Saint-Cloud[3], relie cette dernière à Paris et à Boulogne-Billancourt[4] ;
- le pont de Suresnes, à moitié sur Paris et Suresnes ;
- le pont de Puteaux, dont le coin sud-est est sur Paris[5], le coin nord-est sur Neuilly-sur-Seine et le reste sur Puteaux.

## Canaux parisiens
Le système des canaux parisiens comprend de nombreux ponts ; la plupart sont des passerelles piétonnes et parmi les ponts routiers, beaucoup peuvent être levés ou tournés afin de permettre le trafic fluvial (en interrompant temporairement le trafic automobile).
- Sur le canal de l'Ourcq :

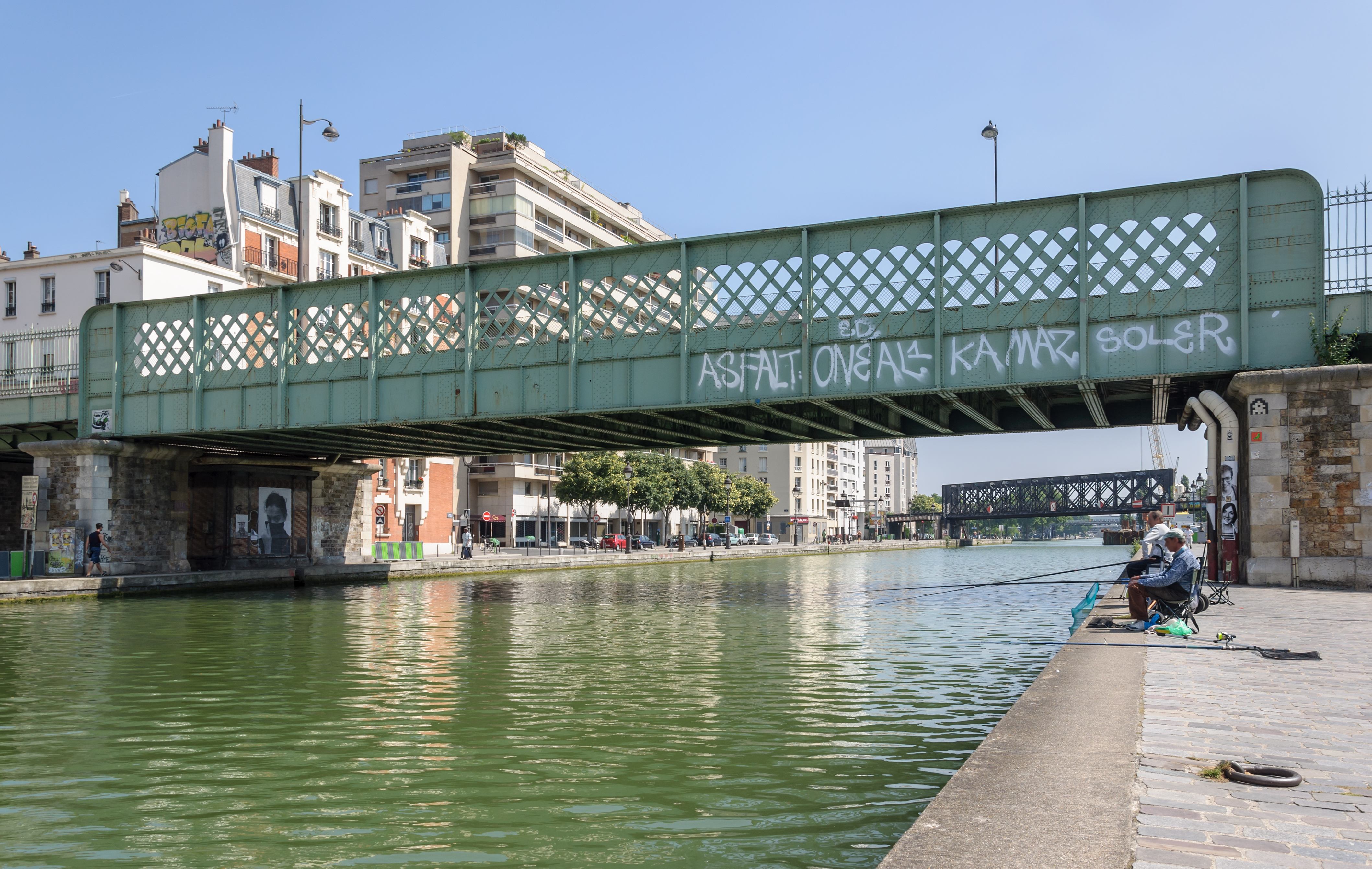
Pont de la rue de l'Ourcq.

  - Pont du canal de l'Ourcq (emprunté par le tramway 3b)
  - Boulevard périphérique
  - Boulevard Macdonald
  - Passerelle piétonne du parc de la Villette
  - Galerie de la Villette
  - Passerelle des Ardennes (ancienne ligne de Petite Ceinture)
  - Pont de la rue de l'Ourcq
  - Pont levant de la rue de Crimée
- Sur la darse des Magasins généraux :
  - Passerelle de la darse des Magasins généraux
- Sur le canal Saint-Denis :
  - Boulevard périphérique
  - Boulevard Macdonald
  - Ligne de Paris-Est à Mulhouse-Ville
  - Avenue Corentin-Cariou
- Sur la darse du fond de Rouvray :
  - Petite passerelle piétonne tournante
- Sur le bassin de la Villette :
  - Passerelle des écluses de la Villette

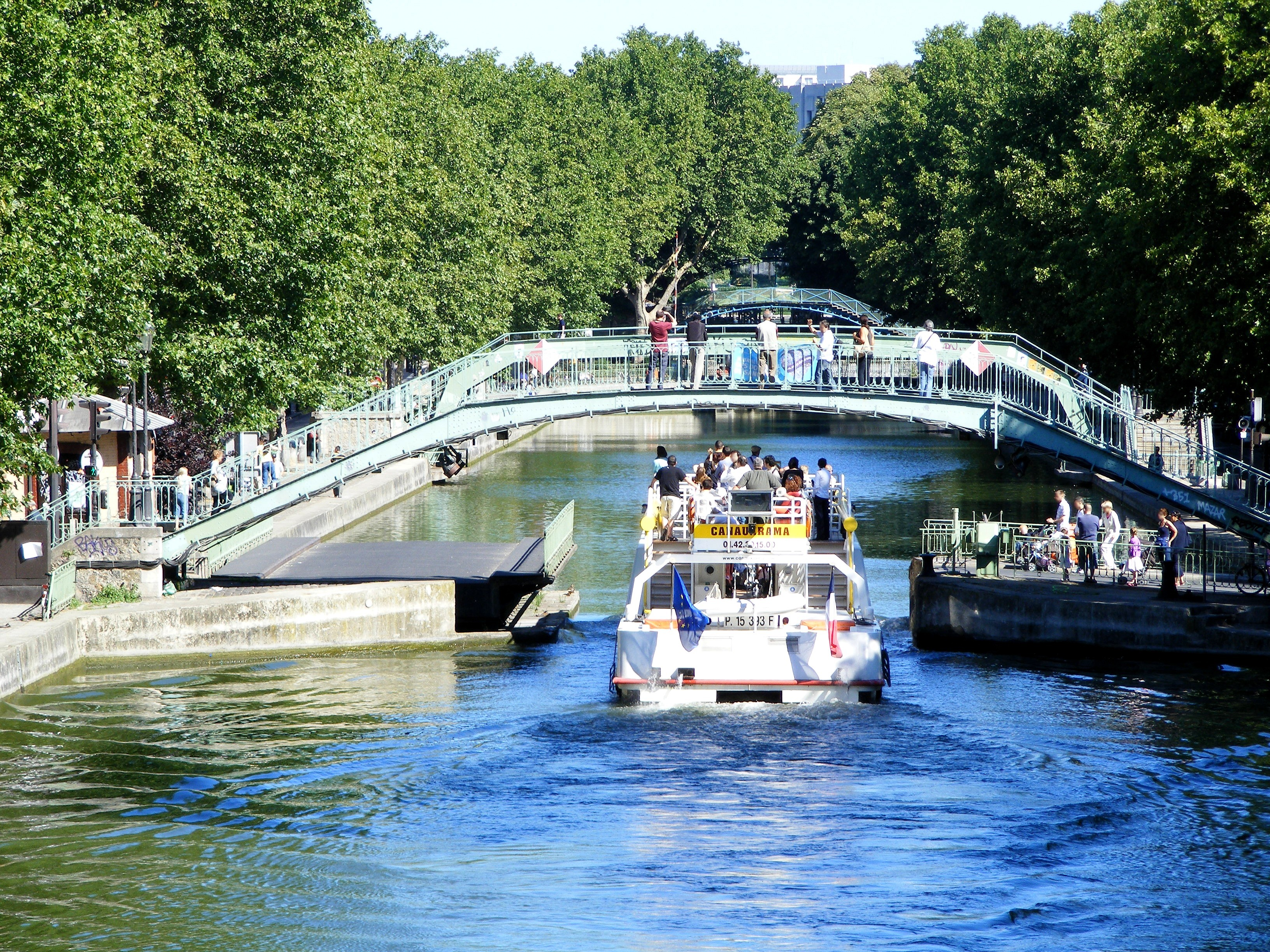
Passerelle Maria-Schneider et pont Bernadette-Lafont sur le canal Saint-Martin.

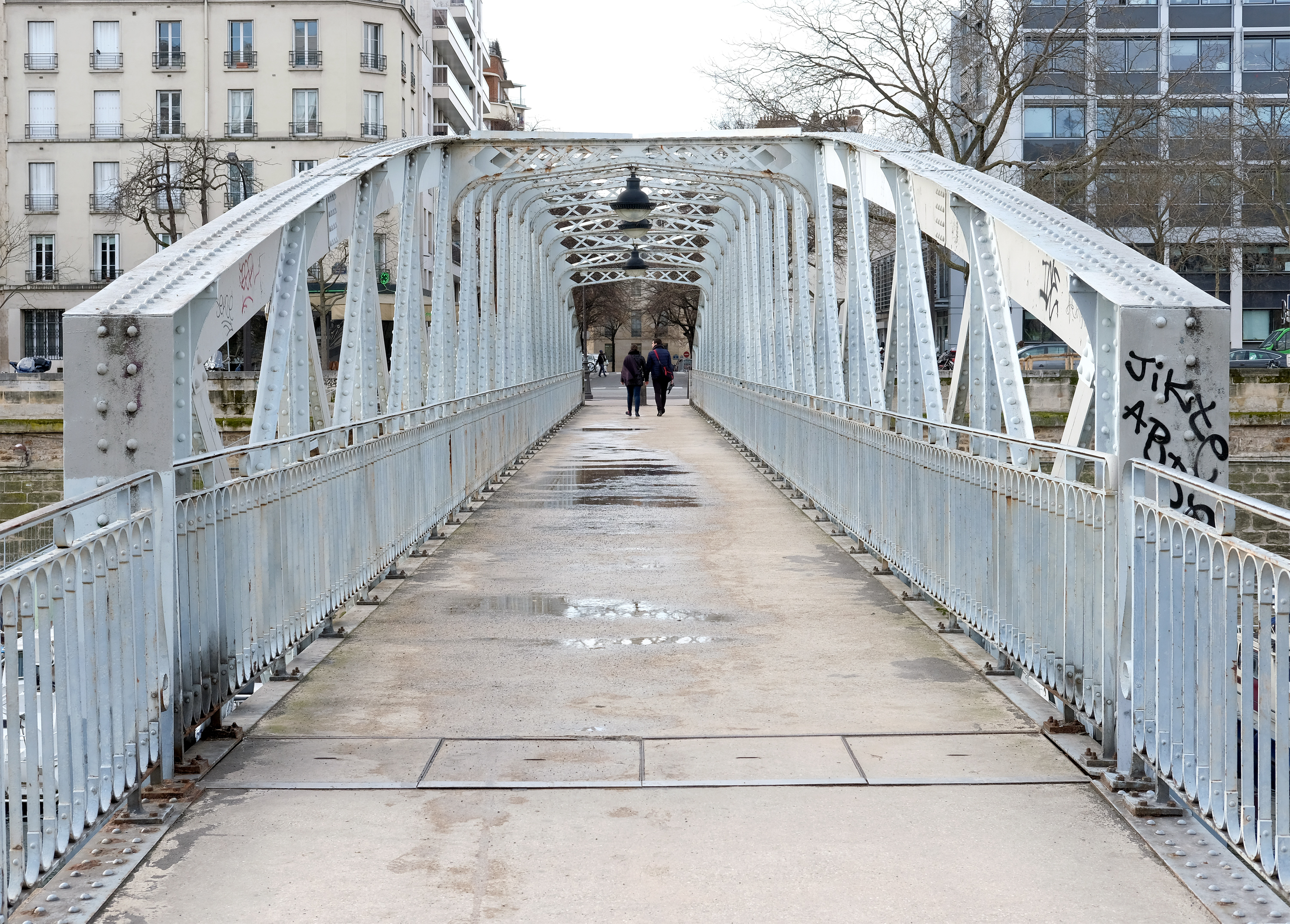
Passerelle Jim-Morrison, vue du 12e arrondissement.

  - Passerelle de la Moselle

- Sur le canal Saint-Martin :
  - Pont Maria-Pacôme
  - Pont Maria-Casarès
  - Passerelle Michèle-Morgan
  - Passerelle Arletty
  - Pont Hélène-Duc
  - Passerelle Emmanuelle-Riva
  - Pont Bernadette-Lafont
  - Passerelle Maria-Schneider
  - Passerelle Jane-Birkin

- Au niveau du port de l'Arsenal :
  - Passerelle Jim-Morrison
  - Pont Morland
  - Pont-métro Morland
  - Pont Mazas

## Passerelles piétonnes
Paris compte 50 passerelles piétonnes :
- 1er :
  - Passerelle Baillet
  - Passerelle des Tuileries
- 4e :
  - Passerelle de l'Hôtel-de-Ville
- 6e :
  - Passerelle des Arts
- 7e :
  - Passerelle du Bac
  - Passerelle Debilly
  - Passerelle Léopold-Sédar-Senghor
- 9e :
  - Pont de Cristal
  - Passerelle de Crimée
  - Passerelle Le Peletier
  - Passerelle de Mogador
  - Passerelle de la rue de Provence
  - Passerelle Sainte-Cécile
- 10e :
  - Passerelle Jane-Birkin
  - Passerelle Alibert
  - Passerelle Emmanuelle-Riva
  - Passerelle Arletty
  - Passerelle Michèle-Morgan
  - Passerelle de la rue de Maubeuge
- 12e :
  - Passerelle Jim-Morrison
  - Passerelle des Meuniers
  - Passerelle André-Léo
  - Passerelle de Picpus
  - Passerelles du parc de Bercy
- 13e :
  - Passerelle du Quai de la Gare
  - Passerelle Corvisart
- 14e :
  - Passerelle Alésia

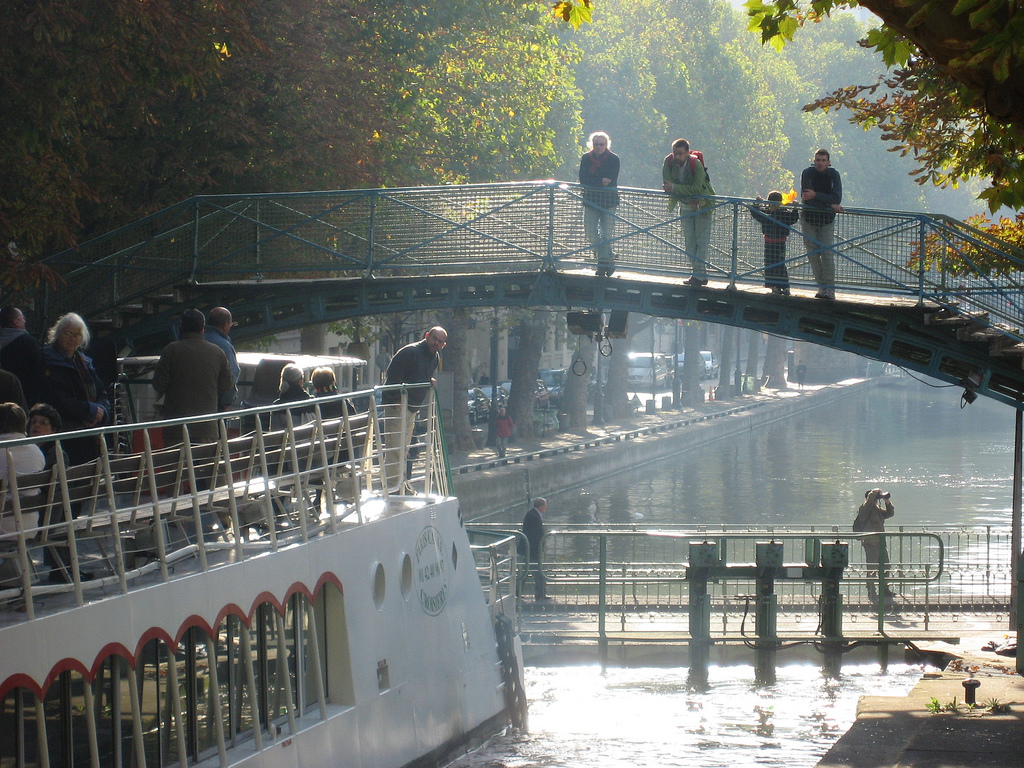
Passerelle sur le canal Saint-Martin.

  - Passerelle Commandant-René-Mouchotte
  - Passerelle Gergovie
  - Passerelle Vercingétorix
  - Passerelle Alain
  - Passerelle Jean-Zay
  - Passerelle des Arts-et-Métiers
  - Passerelle du Cambodge
- 15e :
  - Passerelle Bargues
  - Passerelle du Capitaine-Ménard
  - Passerelle Ernest-Renan
  - Passerelle rue de l'Ingénieur-Robert-Keller
  - Passerelle Leblanc
  - Passerelle Procession
  - Passerelle Tuileries
  - Passerelle des Quatre-Frères-Peignot
- 16e :
  - Passerelle l'Alboni
  - Passerelle de l'Avre
  - Passerelle Géo-André
  - Passerelle Suzanne-Lenglen
- 17e :
  - Passerelle de la rue Juliette-Lamber
  - Passerelle Marcelle-Henry
- 18e :
  - Passerelle de la rue Belhomme
- 19e :
  - Passerelle des Ardennes
  - Passerelle de Crimée
  - Passerelle d'Hautpoul
  - Passerelle de la Moselle
  - Passerelle du Rond-Point
  - Passerelle Claude-Bernard
  - Passerelle de la darse des Magasins généraux
- 20e :
  - Passerelle de la Mare
  - Passerelle Lambeau

## Divers

### Ponts routiers
Il existe également plusieurs autres ponts à Paris, mais pas au-dessus de cours d'eau : à la lisière des 5e et 13e arrondissements, le boulevard de Port-Royal enjambe les rues Broca et Pascal. Dans le 8e arrondissement, la rue du Rocher franchit la rue de Madrid. Dans le 9e arrondissement, la rue Marie-Éléonore-de-Bellefond franchit la rue Pierre-Semard. Dans le 13e arrondissement, les rues de Tolbiac et des Grands-Moulins franchissent la rue du Chevaleret. Dans le 19e arrondissement, la rue Arthur-Rozier franchit la rue de Crimée. Dans le 20e arrondissement, la rue Charles-Renouvier enjambe la rue des Pyrénées.
Dans le 10e arrondissement, les rues La Fayette et de l'Aqueduc passent au-dessus des voies de la gare de l'Est par le pont La Fayette et le pont de l'Aqueduc. Dans le 19e arrondissement, la rue Riquet  passe au-dessus des voies de la gare de l'Est par le pont de la rue Riquet. Le boulevard périphérique de Paris franchit les voies de chemin de fer en sortie de la gare d'Austerlitz par le seul pont métallique à haubans de Paris, le pont Masséna.
Dans le 18e arrondissement, le pont Caulaincourt court par-dessus le cimetière de Montmartre.

### Ponts ferroviaires
Le RER C possède un viaduc le long du quai André-Citroën et des ponts pour permettre à la branche vers le nord de Paris et Pontoise de franchir la Seine.
La ligne de chemin de fer de Petite Ceinture comporte également de nombreux ponts et viaducs. Quelques passerelles piétonnes l'enjambent, comme la passerelle de la rue de la Mare, dans le 20e arrondissement. Le viaduc du Point du jour qui lui permettait de franchir la Seine à l'ouest de Paris a été démoli.

### Viaducs et ponts du métro et du RER
Les lignes 2 et 6 du métro parisien comportent de nombreux viaducs dans leurs parties aériennes, en particulier pour le franchissement des voies ferrées. La ligne 5 franchit la Seine en aérien sur le viaduc d'Austerlitz.

### Passerelles

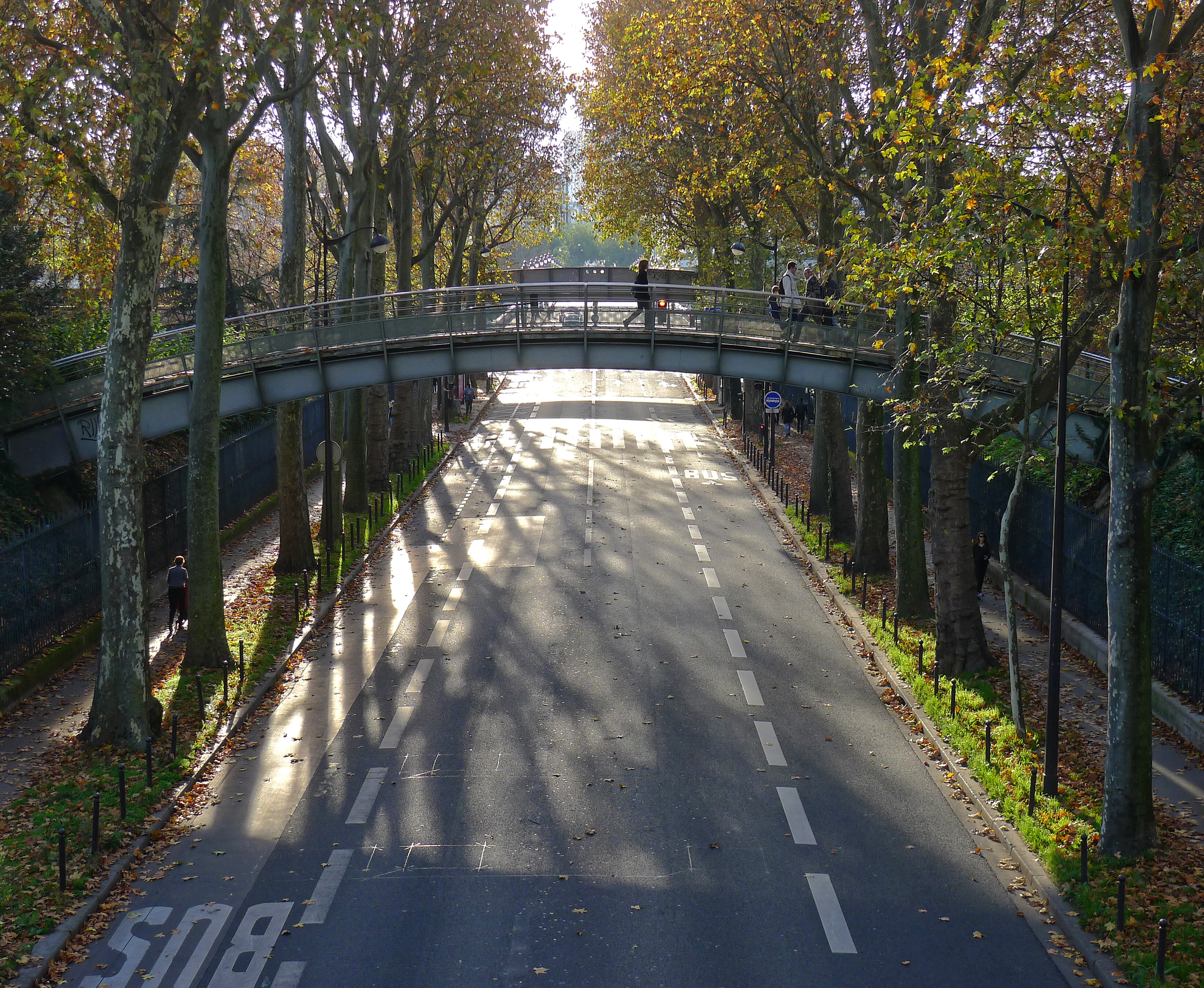
Les passerelles du parc de Bercy franchissant la rue Joseph-Kessel.

On trouve également des passerelles dans le parc des Buttes-Chaumont, le parc de Bercy au-dessus de la rue Joseph-Kessel et le jardin de Reuilly. Par ailleurs, la coulée verte René-Dumont emprunte l'ancien viaduc Daumesnil. Dans le bois de Vincennes, les îles de Bercy et de Reuilly sont reliées entre elles et l'île de Reuilly l'est à son tour au reste du parc.

## Ponts détruits

### Sur la Seine
- Grand-Pont : le plus ancien, reliait l'île de la Cité à la rive droite de la Seine
- Pont aux Meuniers : il reliait l'île de la Cité à la rive droite de la Seine
- Pont Marchand : il reliait l'île de la Cité à la rive droite de la Seine
- Pont Saint-Charles : il reliait l'île de la Cité à la rive gauche de la Seine
- Pont de Grammont : il reliait l'île Louviers à la rive droite de la Seine
- Passerelle de l'Estacade : elle reliait l'île Saint-Louis à l'Île Louviers, ultérieurement à la rive droite de la Seine
- Passerelle de Constantine : cette passerelle suspendue à péage à trois travées entre l'île Saint-Louis et la rive gauche, construite en 1838, s'effondre en 1872 et est remplacée en 1876 par le pont de Sully[6],[7]
- Passerelle de Damiette : semblable à la passerelle de Constantine mais plus courte, elle la continuait de l'autre côté de la pointe aval de l'île Saint-Louis vers la rive droite, elle fut démolie en 1848[8]. Constantine et Damiette sont deux victoires militaires.
- Pont des Cygnes (ou pont Rouge) : il reliait l'Île des Cygnes (ancienne île de Paris) (aussi appelée île Maquerelle) à la rive gauche de la Seine.
- Passerelle de Solférino : elle reliait de 1961 à 1992 le quai des Tuileries et le quai Anatole-France.

Galerie d'illustrations
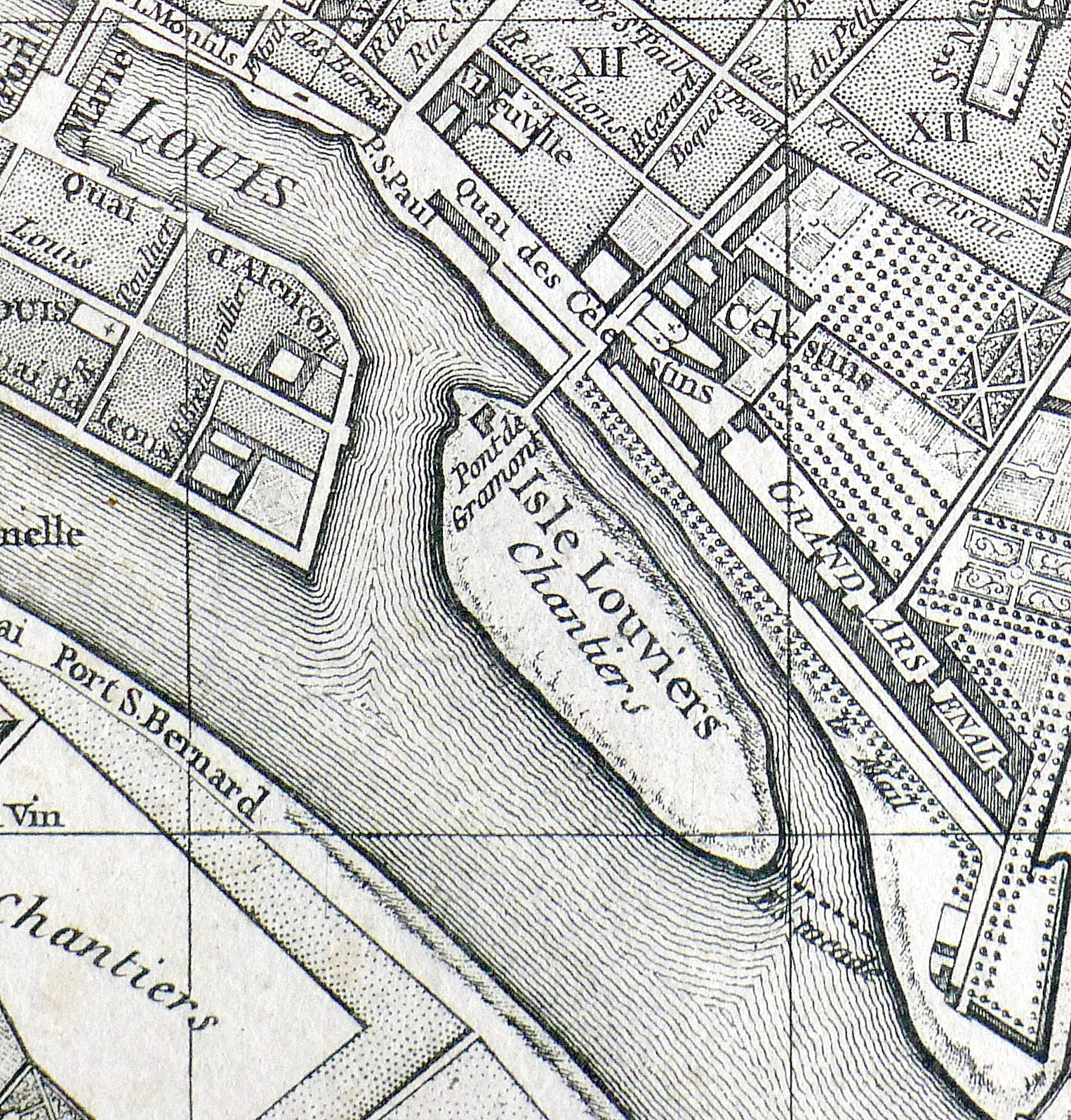
Île Louviers sur le plan de Vaugondy (1760).
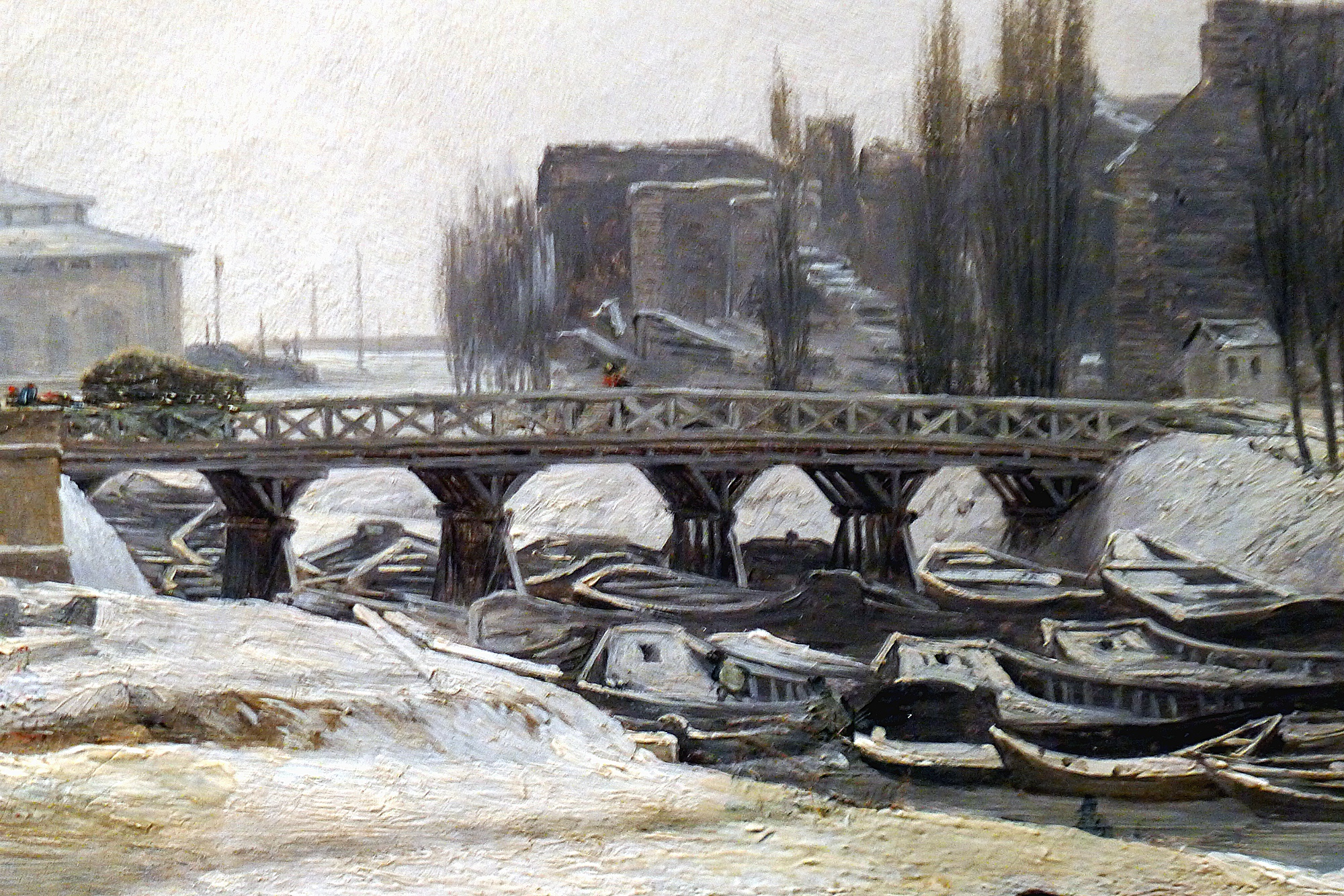
Pont de Grammont lors du rude hiver 1830 - Détail d'un tableau d'Antoine Perrot (musée Carnavalet).
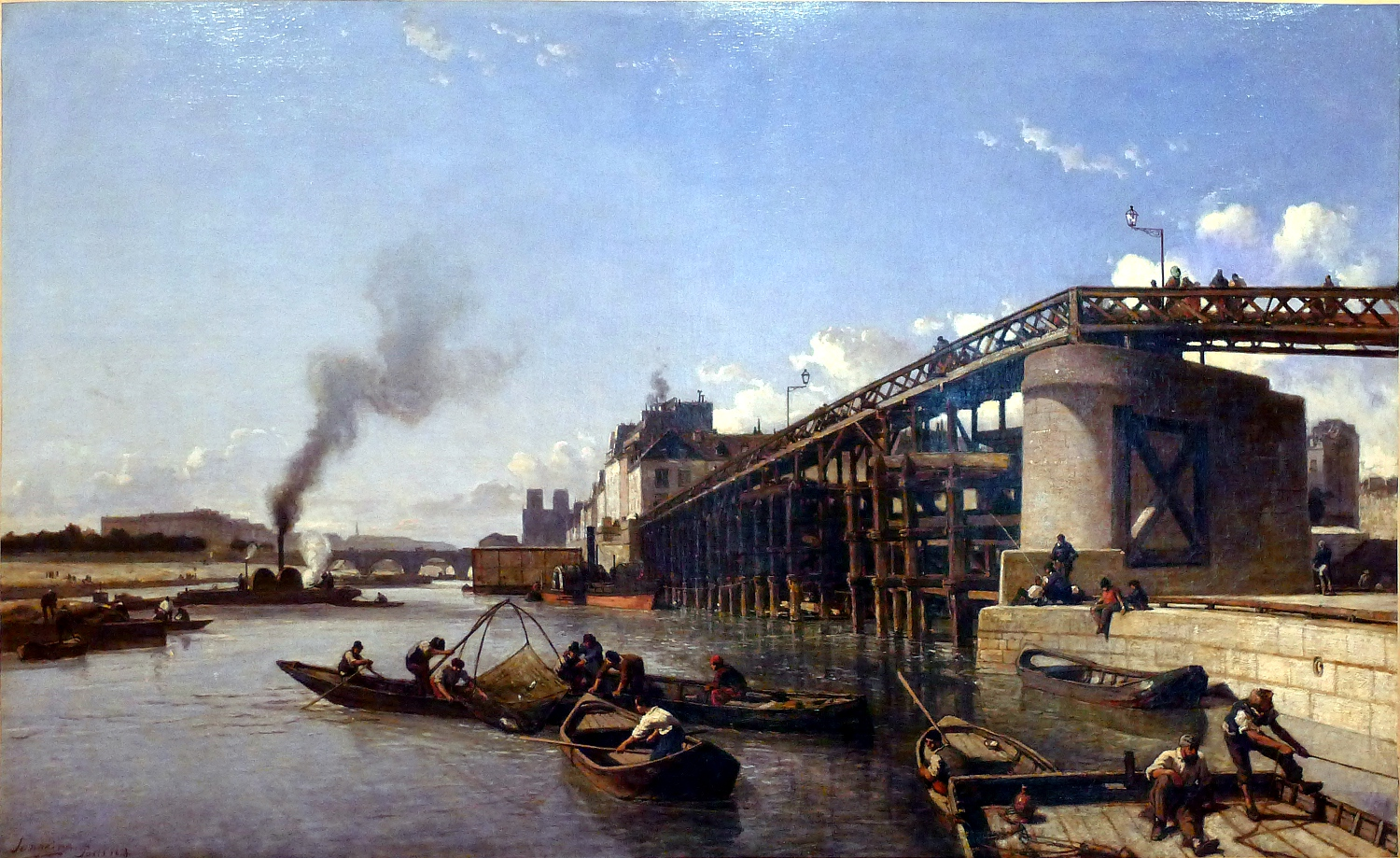
Pont de l'Estacade en 1853 -  Johan Barthold Jongkind (musée des Beaux-Arts d'Angers).
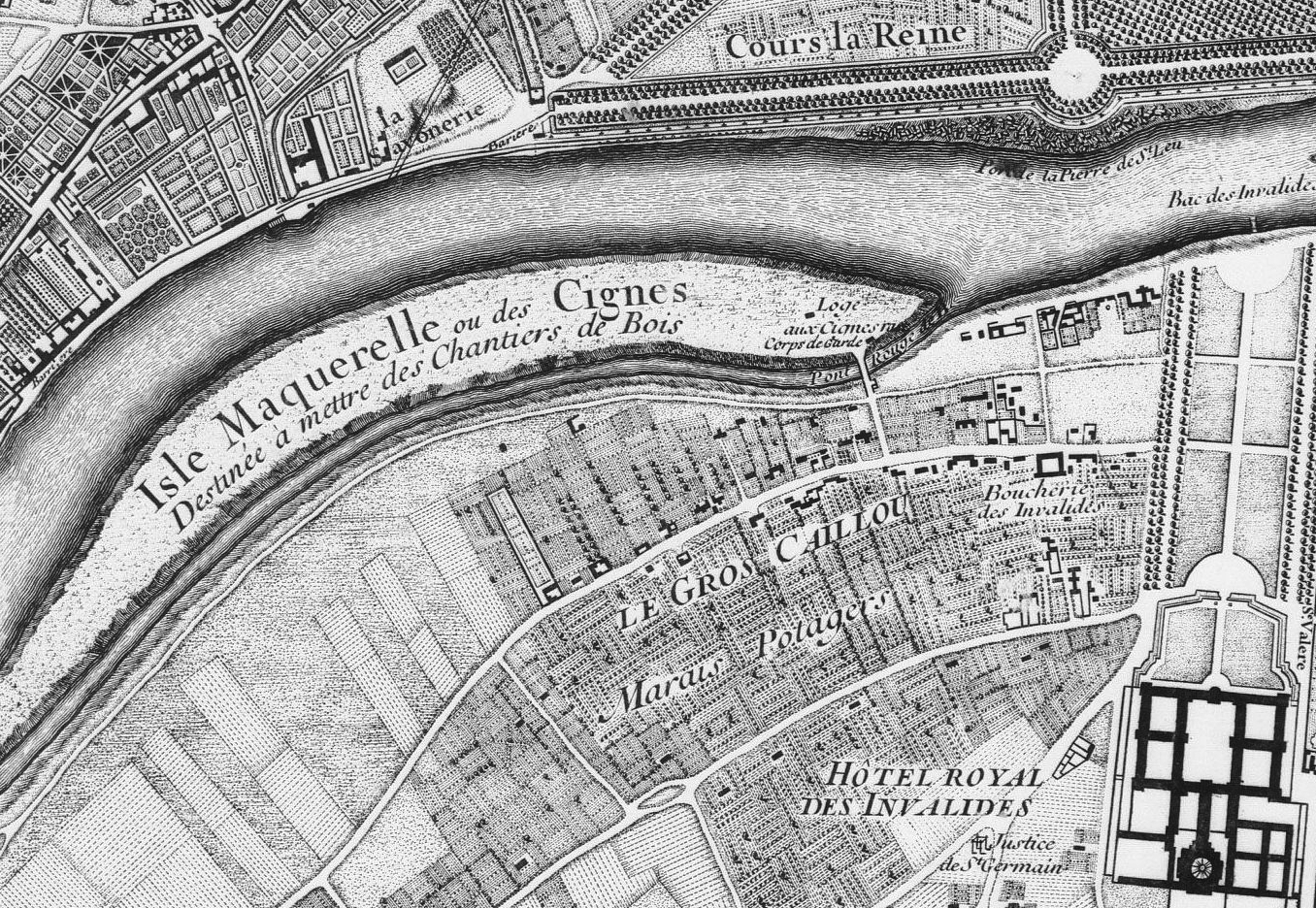
Pont des Cygnes (ou pont Rouge) plan de Roussel en 1730.

### Autres
- Pont tournant des Tuileries : il reliait le jardin des Tuileries à la place Louis XV (aujourd'hui place de la Concorde) en franchissant le fossé de l'enceinte de Louis XIII
- Pont Alais : il se situait dans le quartier de Saint-Eustache, en bas de la rue Montmartre et de la rue Traînée, à la pointe Saint-Eustache et franchissait un égout
- Pont d'Antin : il était situé au milieu des Champs-Elysées et franchissait le Grand Égout
- Pont Arcans : jeté sur le Grand Égout, il était situé entre le château des Porcherons et la Ville l'Évêque
- Cinq ponts aux Biches
  - de la rue de la Croix à la rue des Remparts
  - situé Faubourg Saint-Marcel
  - de la rue du Vertbois à la rue Neuve-Saint-Laurent
  - aux rues du Fer-à-Moulin, de la Muette et Censier dans le Faubourg Saint-Marcel
  - situé dans le quartier du Temple
- Pont de Bourbon vis-à-vis de la rue du Palais-Bourbon, qui longeait le Louvre entre le quai Bourbon et le quai de l'École
- Pont de la Savonnerie près de la Savonnerie en bas de la colline de Chaillot au bout du cours la Reine
- Pont aux Choux jeté sur un égout qui longeait les actuels boulevards Beaumarchais et des Filles-du-Calvaire qui a donné son nom à la rue du Pont-aux-Choux